# Ausstattungshilfe
Die Ausstattungshilfe oder das Ausstattungshilfeprogramm, abgekürzt AH oder AH-P, ist ein Programm der Deutschen Bundesregierung um andere Staaten im Militärischen und Polizeilichen Bereich mit Ausrüstung zu versorgen. Waffen, Munition und Maschinen welche Waffen und Munition herstellen können, werden von der Ausstattungshilfe ausgeschlossen. Vereinzelt werden auch bauliche Maßnahmen finanziell unterstützt. Das Programm wird vom Verteidigungsministerium, vom Auswärtigen Amt und vom Innenministerium getragen und läuft seit 1961. Aufgeteilt wird die Hilfe in 3 Bereiche: Ausstattungshilfe für ausländische Streitkräfte für die ein 4-Jahres-Rhythmus besteht und zurzeit vorwiegend an afrikanische Staaten geht, Allgemeine Polizeiliche Ausstattungshilfe und Ausstattungshilfe für Rauschgiftbekämpfungsbehörden.